# My Bonnie

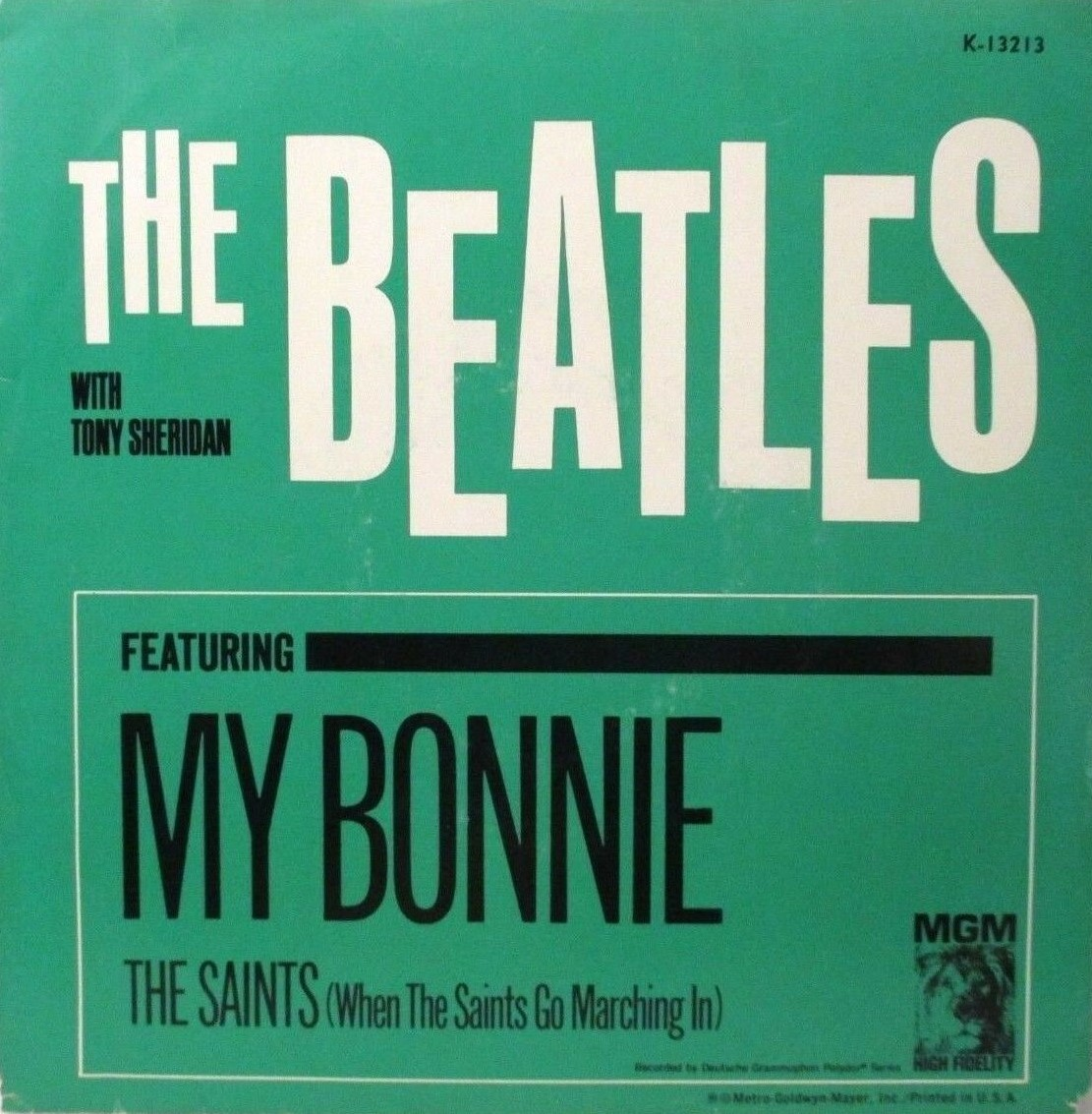
Os Beatles com Tony Sheridan - My Bonnie. Edição americana de 1964 (gravado originalmente em 1961 na Alemanha como Tony Sheridan and the Beat Brothers).

My Bonnie é o álbum de estreia do cantor de rock and roll Tony Sheridan, lançado em 1962. O single principal, "My Bonnie", é uma canção folclórica escocesa, que na versão do álbum foi arranjada por Sheridan e cantada pelo próprio acompanhado da banda The Beatles, sob o nome "The Beat Brothers".